# Phương pháp Euler

Minh họa phương pháp Euler. Đường cong chưa biết có màu xanh da trời và lời giải gần đúng của nó là đường nhiều cạnh màu đỏ.

Trong toán học và khoa học máy tính, phương pháp Euler là một phương pháp số bậc một để giải các phương trình vi phân thường (ODEs) với giá trị ban đầu cho trước. Nó là phương pháp hiện (explicit) cơ bản nhất cho việc tính tích phân số của các phương trình vi phân thường và là phương pháp Runge-Kutta đơn giản nhất. Phương pháp Euler được đặt theo tên của Leonhard Euler, người đã đề cập đến phương pháp này trong cuốn sách Institutionum calculi integralis của ông (xuất bản 1768-1770).
Phương pháp Euler là một phương pháp bậc một, có nghĩa là sai số cục bộ (sai số mỗi bước) tỷ lệ thuận với bình phương của kích thước bước, và sai số tổng thể (sai số tại một thời điểm nào đó) tỷ lệ thuận với kích thước bước. Phương pháp Euler thường phục vụ như là cơ sở để xây dựng các phương pháp phức tạp hơn, ví dụ như, phương pháp Dự đoán- Hiệu chỉnh.

## Mô tả hình học phi chính thức
Xem xét bài toán tính toán hình dạng của một đường cong chưa biết bắt đầu tại một điểm cho trước và thỏa mãn một phương trình vi phân nào đó. Ở đây, phương trình vi phân có thể được coi như là một công thức mà nhờ nó độ dốc của đường tiếp tuyến với đường cong có thể được tính toán tại điểm bất kỳ nào trên đường cong, một khi vị trí của điểm đó đã được tính toán.
Ý tưởng là trong khi đường cong ban đầu chưa biết, điểm khởi đầu của nó được biểu thị bởi {\displaystyle A_{0},} là đã biết (xem hình phía trên bên phải). Thì, từ phương trình vi phân, độ dốc của đường cong tại {\displaystyle A_{0}} có thể được tính toán, và vì vậy, có thể tìm được đường tiếp tuyến.
Đi một bước nhỏ dọc theo đường tiếp tuyến đến một điểm {\displaystyle A_{1}.} Dọc bước nhỏ này, độ dốc không thay đổi quá nhiều, vì vậy {\displaystyle A_{1}} sẽ gần với đường cong. Nếu chúng ta coi {\displaystyle A_{1}} vẫn còn nằm trên đường cong, cùng một lý luận như đối với điểm {\displaystyle A_{0}} có thể tính được độ dốc và tiếp tuyến của đường cong tại {\displaystyle A_{1}}. Sau vài bước, một đường cong đa giác {\displaystyle A_{0}A_{1}A_{2}A_{3}\dots } được tìm ra. Nói chung, đường cong này không phân kỳ quá xa khỏi đường cong chưa biết ban đầu, và sai số giữa hai đường cong có thể được làm nhỏ nếu kích thước bước là đủ nhỏ và khoảng thời gian tính toán là hữu hạn.
{\displaystyle y'(t)=f(t,y(t)),\qquad \qquad y(t_{0})=y_{0}.}
Chọn một giá trị {\displaystyle h} cho kích thước của mỗi bước và đặt {\displaystyle t_{n}=t_{0}+nh}. Bây giờ, một bước của phương pháp Euler từ {\displaystyle t_{n}} tới {\displaystyle t_{n+1}=t_{n}+h} là
{\displaystyle y_{n+1}=y_{n}+hf(t_{n},y_{n}).}
Giá trị của {\displaystyle y_{n}} là một lời giải gần đúng của phương trình ODE tại thời điểm {\displaystyle t_{n}}: {\displaystyle y_{n}\approx y(t_{n})}. Phương pháp Euler là phương pháp hiện, nghĩa là lời giải {\displaystyle y_{n+1}} là một hàm hiện của {\displaystyle y_{i}} với {\displaystyle i\leq n}.
Trong khi phương pháp Euler tích phân một ODE bậc nhất, ODE bất kỳ bậc N có thể được biểu diễn như là một ODE bậc nhất:
để xử lý phương trình
{\displaystyle y^{(N)}(t)=f(t,y(t),y'(t),\ldots ,y^{(N-1)}(t))},
chúng ta giới thiệu các biến phụ {\displaystyle z_{1}(t)=y(t),z_{2}(t)=y'(t),\ldots ,z_{N}(t)=y^{(N-1)}(t)} và có được 
phương trình tương đương
{\displaystyle \mathbf {z} '(t)={\begin{pmatrix}z_{1}'(t)\\\vdots \\z_{N-1}'(t)\\z_{N}'(t)\end{pmatrix}}={\begin{pmatrix}y'(t)\\\vdots \\y^{(N-1)}(t)\\y^{(N)}(t)\end{pmatrix}}={\begin{pmatrix}z_{2}(t)\\\vdots \\z_{N}(t)\\f(t,z_{1}(t),\ldots ,z_{N}(t))\end{pmatrix}}}
Đây là một hệ bậc nhất với biến {\displaystyle \mathbf {z} (t)} và có thể được giải bằng phương pháp Euler hoặc bằng bất kỳ lược đồ nào được sử dụng để giải các hệ bậc nhất.

## Ví dụ
Cho bài toán giá trị ban đầu
{\displaystyle y'=y,\quad y(0)=1,}
chúng ta muốn sử dụng phương pháp Euler để xấp xỉ {\displaystyle y(4)}.

### Sử dụng kích thước bước bằng 1 (h= 1)
Phương pháp Euler là:
{\displaystyle y_{n+1}=y_{n}+hf(t_{n},y_{n}).\qquad \qquad }

Minh họa tích phân số cho phương trình Màu xanh da trời là phương pháp Euler; màu xanh lá cây làphương pháp điểm giữa; màu đỏ là lời giải chính xác, Kích thước bước là h = 1.0.

vì vậy trước tiên chúng ta phải tính toán {\displaystyle f(t_{0},y_{0})}. Trong phương trình vi phân đơn giản này, hàm {\displaystyle f} được định nghĩa bởi {\displaystyle f(t,y)=y}. Chúng ta có
{\displaystyle f(t_{0},y_{0})=f(0,1)=1.\qquad \qquad }
Bằng cách thực hiện bước trên, chúng ta đã tìm được độ dốc của đường thẳng tiếp tuyến với đường cong lời giải tại điểm {\displaystyle (0,1)}.
Nhớ lại rằng độ dốc được định nghĩa là sự thay đổi trong {\displaystyle y} chia cho sự thay đổi trong {\displaystyle t}, tức là {\displaystyle \Delta y/\Delta t}.
Bước tiếp theo là nhân giá trị trên với kích thước bước {\displaystyle h}, cái chúng ta lấy bằng một ở đây: 
{\displaystyle h\cdot f(y_{0})=1\cdot 1=1.\qquad \qquad }
Bởi vì kích thước bước là sự thay đổi trong {\displaystyle t}, khi chúng ta nhân kích thước bước và độ dốc của tiếp tuyến, chúng ta có được sự thay đổi trong giá trị {\displaystyle y}. Giá trị này sau đó sẽ được thêm vào giá trị {\displaystyle y} ban đầu để có được giá trị tiếp theo được sử dụng để tính toán.
{\displaystyle y_{0}+hf(y_{0})=y_{1}=1+1\cdot 1=2.\qquad \qquad }
Các bước trên sẽ được lặp đi lặp lại để tìm ra {\displaystyle y_{2}}, {\displaystyle y_{3}} và {\displaystyle y_{4}}.
{\displaystyle {\begin{aligned}y_{2}&=y_{1}+hf(y_{1})=2+1\cdot 2=4,\\y_{3}&=y_{2}+hf(y_{2})=4+1\cdot 4=8,\\y_{4}&=y_{3}+hf(y_{3})=8+1\cdot 8=16.\end{aligned}}}
Do tính chất lặp đi lặp lại của thuật toán này, nên tổ chức các bước tính toán dưới dạng biểu đồ, như thấy bên dưới, để tránh tạo ra các sai sót.
| {\displaystyle n} | {\displaystyle y_{n}} | {\displaystyle t_{n}} | {\displaystyle f(t_{n},y_{n})} | {\displaystyle h} | {\displaystyle \Delta y} | {\displaystyle y_{n+1}} |
| ----------------- | --------------------- | --------------------- | ------------------------------ | ----------------- | ------------------------ | ----------------------- |
| 0                 | 1                     | 0                     | 1                              | 1                 | 1                        | 2                       |
| 1                 | 2                     | 1                     | 2                              | 1                 | 2                        | 4                       |
| 2                 | 4                     | 2                     | 4                              | 1                 | 4                        | 8                       |
| 3                 | 8                     | 3                     | 8                              | 1                 | 8                        | 16                      |
Đáp án cuối cùng là {\displaystyle y_{4}=16}. Lời giải chính xác của phương trình vi phân là {\displaystyle y(t)=e^{t}}, vì vậy {\displaystyle y(4)=e^{4}\approx 54.598}. Như vậy, lời giải gần đúng của phương pháp Euler không thật sự tốt trong trường hợp này. Tuy nhiên, như hình vẽ cho thấy, ứng xử của nó là đúng về mặt định tính.

### Sử dụng các kích thước bước khác

Với cùng minh họa cho trường hợp h = 0.25.

Như đã nói trong phần giới thiệu, phương pháp Euler sẽ chính xác hơn nếu kích thước bước {\displaystyle h} nhỏ hơn. Bảng dưới đây cho thấy kết quả với các kích thước bước khác nhau. Hàng trên cùng tương ứng với ví dụ trong phần trước, và hàng thứ hai được minh họa trong hình.
| step size | result of Euler's method | error  |
| --------- | ------------------------ | ------ |
| 1         | 16                       | 38.598 |
| 0.25      | 35.53                    | 19.07  |
| 0.1       | 45.26                    | 9.34   |
| 0.05      | 49.56                    | 5.04   |
| 0.025     | 51.98                    | 2.62   |
| 0.0125    | 53.26                    | 1.34   |
Sai số được ghi ở cột cuối cùng của bảng là sự khác biệt giữa lời giải chính xác tại {\displaystyle t=4} và lời giải gần đúng Euler. Ở dưới cùng của bảng, kích thước bước bằng một nửa kích thước bước ở hàng trên nó, và sai số cũng bằng khoảng một nửa sai số trong dòng trên nó. Điều này cho thấy rằng sai số gần như là tỷ lệ với kích thước bước, ít nhất là đối với các giá trị kích thước bước tương đối nhỏ. Điều này nói chung, cũng đúng cho các phương trình khác; xem phần Sai số cắt cụt tổng thể để biết thêm chi tiết.
Các phương pháp khác, chẳng hạn như phương pháp điểm giữa cũng được minh họa trên các hình, và có vẻ chính xác hơn: sai số của phương pháp điểm giữa gần như tỷ lệ thuận với bình phương của kích thước bước. Vì lý do này, phương pháp Euler được gọi là một phương pháp bậc nhất, trong khi phương pháp điểm giữa là phương pháp bậc hai.
Chúng ta có thể ngoại suy từ bảng trên rằng kích thước bước cần thiết để có được một đáp án chính xác đến ba chữ số thập phân là khoảng 0,00001, có nghĩa là chúng ta cần 400.000 bước. Con số bước rất lớn này đòi hỏi một chi phí tính toán cao. Vì lý do này, người ta thường sử dụng các phương pháp bậc cao, thay thế cho phương pháp Euler, như là các phương pháp Runge-Kutta hoặc các phương pháp đa bước tuyến tính, đặc biệt là nếu muốn đạt được độ chính xác cao.

## Sự ổn định số của phương pháp Euler

Lời giải của phương trình được tính toán bằng phương pháp Euler với kích thước bước (các hình vuông màu xanh da trời) và (các hình tròn màu đỏ). Đường cong màu đen biểu diễn lời giải chính xác.

Hình tròn lớn màu hồng biểu diễn vùng ổn định đối với phương pháp Euler